# 14 Aquarii
14 Aquarii, som är stjärnans Flamsteed-beteckning, är en ensam stjärna belägen i den östra delen av stjärnbilden Vattumannen. Den har också den variabla stjärnbeteckningen IW Aquarii. Den har en skenbar magnitud på 6,46 och den kräver åtminstone en handkikare för observation. Baserat på parallaxmätning inom Hipparcosuppdraget på ca 2,0 mas, beräknas den befinna sig på ett avstånd på ca 1 700 ljusår (ca 500 parsek) från solen. Den rör sig bort från solen med en heliocentrisk radiell hastighet på ca 8 km/s.

## Egenskaper
Primärstjärnan 14 Aquarii A är en röd till orange jättestjärna av spektralklass M4 III. Den har en massa som är ca 2,9 gånger större än solens massa, en radie, som är ca 58 gånger större än solens och en effektiv temperatur av ca 3 700 K.
14 Aquarii är en pulserande variabel av halvregelbunden typ (SRB) med en variation av skenbar magnitud på 6,47 – 6,54 med en period på 4,95 dygn.